# Harnstoffharz
Harnstoffharze sind nach DIN 7728 Aminoplaste (Kunststoffe), welche als Kondensationsprodukte aus Harnstoff (bzw. Harnstoffderivaten) und Aldehyden (insbesondere Formaldehyd) hergestellt und chemisch bzw. thermisch ausgehärtet werden können.
Die Harnstoff-Formaldehyd-Harze werden kurz als UF-Harze (von engl. urea = Harnstoff) bezeichnet.

## Herstellung
Technisch erfolgt die Herstellung von UF-Harzen in großen Reaktoren (etwa 20 bis 40 m³), welche mit einem Rührwerk, Heiz- und Kühlschlangen sowie Dosiermöglichkeiten für die „großen“ Rohstoffe sowie Säuren, Laugen und eventuelle Additive ausgestattet sind.
Das „klassische“ Herstellungsverfahren für UF-Harze verläuft technisch entsprechend folgenden Schritten:
- Methylolierung: Zugabe von Harnstoff zu Formaldehydlösung
- Kondensation: Zugabe von Säure bzw. sauren Salzen (wie beispielsweise Ammoniumsulfat)
- Beenden der Kondensation: durch Erhöhen des pH-Wertes mittels Lauge (pH > 7)
- Einstellen des richtigen molaren Verhältnisses von Formaldehyd und Harnstoff
- Einstellen des richtigen Feststoffgehaltes (falls nötig, durch Entfernen von Wasser durch Destillation)

Für spezielle Anwendungen, wie beispielsweise Leime für Tischlerei-Anwendungen, finden die weitgehend getrockneten Pulverleime Einsatz. Diese werden durch Sprühtrocknung der UF-Flotte anstelle des Destillationsschrittes hergestellt.

### Methylolierung
In einer Additionsreaktion von Formaldehyd an Harnstoff entstehen im Wesentlichen Methylolharnstoffe (siehe auch Hydroxymethylgruppe):

### Kondensation
Durch eine über Zeit, Temperatur und pH-Wert gesteuerte Kondensationsreaktion der Methylolharnstoffe mit Harnstoff bzw. auch untereinander verbinden sich die Monomere zu größeren Molekülen (Oligomere und Polymere). Dabei bilden sich Methylenbrücken und Amidbrücken. Die Kontrolle des Kondensationsgrades erfolgt durch Messung kondensationsgrad-abhängiger Parameter wie Viskosität oder Wasserverträglichkeit.

Kettenverlängerung durch Kondensationsreaktion unter Ausbildung von Methylengruppen

### Letzte Harnstoffzugabe
Die letzte Harnstoffzugabe stellt jenes molare Verhältnis von Formaldehyd zu Harnstoff (F/U) ein, welches für die Anwendung benötigt wird. Dabei werden teilweise wieder Amidbrücken aufgespalten. Auch endständige Methylole (-CH2-OH) reagieren noch mit dem zugegebenen Harnstoff.

## Eigenschaften

Mögliche Struktur eines ausgehärteten Harnstoffharzes

### Flüssiges Harz
Dies ist das Produkt, welches als Leim eingesetzt wird.
Folgende Parameter werden als Einsatzkriterien bzw. im Rahmen der Qualitätssicherung überprüft (daneben typische Werte):
- Viskosität: ca. 300–2000 mPa·s
- Gelierzeit: je nach Härter und Temperatur unter 1 Minute bis zu Stunden
- pH-Wert: etwa 8 bis 9
- Trockensubstanz (auch als Festharz bezeichnet): etwa 66 %

### Ausgehärtetes Harz
Harnstoffharze bilden bei Aushärtung sehr lichtechte, schwer brennbare, meist weiße Massen, die jedoch nicht hydrolysebeständig sind. Besonders von starken Säuren und Laugen sowie kochendem Wasser werden sie angegriffen.
Harnstoff-Formaldehyd-Harze liefern lichtbeständige, harte, kratzfeste und gut schleifbare Filme.

## Verwendung
Aufgrund der relativ niedrigen Kosten (sowohl der Herstellung als auch der Rohstoffe) sowie der schnellen Aushärtung (= hohe Reaktivität) und der guten Trockenbindefestigkeit wird der Großteil der UF-Harze als Klebstoff zur Herstellung von (nicht außenklimabeständigen) Holzwerkstoffen und HPL-Platten (z. B. Resopal) verwendet. Unter den Markennamen Pollopas wurden in den 1930er Jahren Haushaltsgegenstände produziert, die im Gegensatz zu den verbreiteten Phenoplasten ein großes Farbspektrum aufwiesen.
Weitere Einsatzgebiete sind:
- Imprägnierharze (Tränkharze)
- Isolierharze
- Textilveredlungsmittel[2]
- Bindemittel für nassfeste Papiere[2]

Die Abgabe von Formaldehyd aus dem Harz kann gesundheitlich bedenklich sein. Seit vielen Jahren in Gebäuden verbaute UF-Harze müssen jedoch nicht unbedingt ausgetauscht werden, da die flüchtigen Komponenten im Laufe der Zeit oft schon ausgegast sind.

## Hersteller
- Sadepan chimica
- BASF
- Dynea Chemicals